# Willy Eberl
Willy Eberl (* 11. Dezember 1899 in Grumbach; † 9. Dezember 1947 in Freital) war ein Maler und Kunstsammler.

## Leben
Seit seiner Kindheit war er mit Hellmuth Heinz bekannt, einem späteren Freitaler Museumsdirektor. Beim Besuch der Dresdner Kunstgewerbeschule (bei Max Feldbauer und Paul Rößler) lernte er Otto Dix kennen.
In Freital fand er ein Auskommen mit dem Entwurf von Tapeten. Durch die Bekanntschaft mit den jungen Avantgardekünstlern gelang es ihm, eine hochkarätige Sammlung mit Werken von diesen zu vereinen. Neben dem Umfeld von Dix umfasst sie Werke von Carl Bantzer, Otto Gussmann und Georg Lührig.
Von seinen eigenen Gemälden wurden versteigert: Erntelandschaft in Quohren (1942), An der Wiederitz (1943), Stilleben mit Gladiolen (1947) und ein Aquarell Hainsdorf (1934). 1940 ließ er seine Frau Rosa von Dix porträtieren.
Von 1936 bis 1938 arbeitete Erich Rudolph als Entwerfer in Eberls Atelier in Dresden. Sein Musterzeichner Siegfried Ernst Bretschneider (* 1912) geriet in Kriegsgefangenschaft. Nach 1945 begann hier Joachim Gelfert (* 1931) seine Lehre als Dekorateursmaler.
Nach Eberls Freitod 1947 handelten die Stadtväter 1949 mit der Witwe eine Rente auf Lebenszeit aus. Seine Sammlung bildete den Grundstock für die Städtischen Sammlungen Freital auf Schloss Burgk.
Erich Rudolph übernahm das Atelier für drei Jahre und arbeitete an Keramik und Malerei.

## Ausstellungen
- 1946: Dresden, Staatliche Kunstakademie (Kunstausstellung Sächsische Künstler)[2]
- 2017: Freital, Städtische Sammlung Freital (mit Willy Kriegel)